# Elfenastrild
De elfenastrild (Brunhilda erythronotos) is een relatief klein vogeltje uit de familie van de prachtvinken (Estrildidae),  oorspronkelijk afkomstig uit Zuid-Afrika.

## Kenmerken
De bovenzijde en de bovenkop zijn grijs met een roze tint en donkerder dwarsstreepjes. De wangen, de keel en de staart, de stuit en de bovenstaartdekveren zijn rood. De onderzijde is rozegrijs, met donkere strepen. De buik is in het midden donker. De elfenastrild heeft een donkere oogstreep. De geslachten zijn niet van elkaar te onderscheiden.
De totale lengte van kop tot puntje van de staart is 12–13 centimeter.

## Verspreiding en leefgebied
De soort telt drie ondersoorten:
- B. e. delamerei: van zuidwestelijk Oeganda, westelijk Kenia tot centraal Tanzania.
- B. e. soligena: van Angola en Namibië tot noordelijk Zimbabwe en noordelijk Zuid-Afrika.
- B. e. erythronotos: zuidelijk Zimbabwe en noordoostelijk Zuid-Afrika.

## Verzorging
Deze vogels zijn moeilijk in de winter in Noordwest-Europa te houden, dus geen verstandige keus voor een beginnende kweker.
Het menu bestaat uit een zaadmengsel voor tropische vogels, trosgierst en onkruidzaden.
Water, maagkiezel en grit moeten natuurlijk altijd ter beschikking staan.